# Pinguicula gigantea
Pinguicula gigantea ist eine fleischfressende Pflanze aus der Gattung der Fettkräuter (Pinguicula) in der Sektion Agnata. Sie wurde erst 1996 von Hans Luhrs erstbeschrieben und ist mit einem Durchmesser von bis zu 30 Zentimetern die bei weitem größte Art der Gattung.

## Beschreibung
Pinguicula gigantea ist eine ausdauernde, krautige Pflanze, die in einer bodenständigen Rosette wächst. Das Wurzelwerk besteht aus zahlreichen fadenförmigen Adventivwurzeln.
Die länglich-runden bis umgekehrt-eiförmigen, am Blattende gerundet bis stumpfen Blätter stehen halb aufrecht und sind -selten in der Gattung- beiderseits mit Drüsen besetzt. Zum Winter hin bildet die Pflanze eine Winterrosette aus sechs bis neun Blättern, die Blätter erreichen dann eine Länge zwischen 35 und 60 Millimeter und 24 bis 38 Millimeter Breite.
Die Blätter der Sommerrosette erreichen eine Länge zwischen 60 und 145, selten bis 165 Millimeter und 40 bis 70, selten bis 80 Millimeter Breite. An der Oberfläche sind die Blätter klebrig vom Fangsekret, mit dem sie kleine Insekten fängt und, sobald Beute erzielt wird, durch Enzyme verdaut.
Die ein bis vier zwischen Januar und April ausgebildeten Blütenstängel sind 15 bis 19 Zentimeter lang und tragen eine endständige Einzelblüte. Das obere Kelchblatt ist dreiteilig gelappt, die Lappen sind eiförmig, 3 bis 4 Millimeter lang und ebenso breit. Das untere Kelchblatt ist zweiteilig, die Lappen sind eiförmig bis elliptisch lanzettlich, 2,5 bis 3 Millimeter lang und 2 Millimeter breit. Die Krone ist hell- bis dunkelviolett, das obere Kronblatt ist zweiteilig, das untere dreiteilig gelappt.

## Verbreitung
Die Art findet sich ausschließlich in vollsonniger Lage auf Steilhängen bei San Bartholomé Ayautla in Oaxaca, Mexiko, in Höhenlagen zwischen 500 und 800 Metern. Dort wächst sie vergesellschaftet mit Tillandsia streptophylla und Drachenbaum-Agaven (Agave attenuata).

## Nachweise
- Hans Luhrs: A new species of Pinguicula (Lentibulariaceae) from Mexico. In: Phytologia. Bd. 79, Nr. 6, 1995, ISSN 0031-9430, S. 389–392, doi:10.5962/bhl.part.15088.
- Pinguicula gigantea auf Pinguicula.org (englisch)